# Muammer
Muammer ist ein türkischer weiblicher und (überwiegend) männlicher Vorname arabischer Herkunft. Die arabische Form des Namens ist معمر / Muʿammar.

## Namensträger
- Muammer Atalay (* 1995), türkischer Fußballspieler
- Muammer Bilge (* 1949), türkischer Autor von Migrantenliteratur
- Muammer Birdal (* 1957), türkischer Fußballspieler und -trainer
- Muammer Demir (* 1995), türkischer Weitspringer
- Muammer Güler (* 1949), türkischer Politiker
- Muammer Yıldırım (* 1990), türkischer Fußballspieler

- Muammar al-Gaddafi (1942–2011), libyscher Staatsführer

### Familienname
- Abdul Aziz Muammar (1919–1984), saudischer Diplomat
- Faisal bin Abdulrahman bin Muammar (* 1959), saudi-arabischer Politiker